# Lea (serie televisiva)
Lea è una serie televisiva italiana, trasmessa in prima serata su Rai 1 dall'8 febbraio 2022. È diretta da Isabella Leoni nella prima stagione e da Fabrizio Costa nella seconda stagione, elaborata da Peter Exacoustos, Anna Mittone e Mauro Casiraghi, prodotta da Rai Fiction in collaborazione con Banijay Studios Italy ed ha come protagonisti Anna Valle e Giorgio Pasotti. La prima stagione era stata intitolata Lea - Un nuovo giorno, mentre la seconda stagione è stata intitolata Lea - I nostri figli.

## Trama
Lea è un'infermiera pediatrica dell'ospedale di Ferrara. Dopo un periodo di assenza a causa della tragica perdita del figlio che portava in grembo, avvenuta all'ottavo mese di gravidanza, e dalla fine del suo matrimonio, si trova spezzata, ma non è disposta a rinunciare. Con un desiderio inespresso di maternità e la dolorosa realtà di non poter concepire, Lea è determinata a ricostruire la sua vita. Il suo punto di partenza è il suo lavoro, dove tratta i suoi piccoli pazienti come se fossero parte della sua famiglia. Le colleghe del reparto di pediatria l'accolgono a braccia aperte. La nuova realtà lavorativa di Lea la mette faccia a faccia con Marco, il suo ex marito e attuale primario del reparto, e con Anna, la sua ex amica e ora compagna di Marco, ginecologa presso lo stesso ospedale. La vicinanza con Marco è un doloroso promemoria di ciò che era e avrebbe potuto essere. Ma il futuro potrebbe sorridere a Lea sotto forma di Arturo, un musicista affascinante e padre di una delle sue piccole pazienti. Tra i due inizia a sbocciare un rapporto speciale, portando una luce di speranza nella vita di Lea.

## Episodi
| Stagione         | Episodi | Prima TV |
| ---------------- | ------- | -------- |
| Prima stagione   | 8       | 2022     |
| Seconda stagione | 8       | 2023     |

## Personaggi e interpreti
- Lea Castelli (stagioni 1-2), interpretata da Anna Valle. È l'infermiera del reparto di pediatria dell'Ospedale Estense di Ferrara.
- Marco Colomba (stagioni 1-2), interpretato da Giorgio Pasotti. È il primario chirurgo di pediatria ed ex marito di Lea.
- Arturo Minerva (stagioni 1-2), interpretato da Mehmet Günsür. È un musicista turco che da vent’anni abita in Italia, ed è la nuova fiamma di Lea.
- Pietro Verna (stagioni 1-2), interpretato da Primo Reggiani. È il giovane collega di Marco Colomba.
- Rosa Gori in Nibbi (stagioni 1-2), interpretata da Daniela Morozzi. È la coordinatrice infermieristica del reparto di pediatria e moglie di Donato, ed è la migliore amica di Lea.
- Favilla Mancuso (stagioni 1-2), interpretata da Manuela Ventura. È un'infermiera apparentemente cinica.
- Olga Francesio (stagioni 1-in corso), interpretata da Marina Crialesi. È un'infermiera allegra e sempre alla ricerca dell'uomo giusto.
- Michela Idiong (stagioni 1-2), interpretata da Rausy Giangarè. È una giovane tirocinante di origini nigeriane che avrà una relazione con il dottor Verna.
- Donato Nibbi (stagioni 1-2), interpretato da Jerry Mastrodomenico. È un infermiere nonché marito di Rosa.
- Eugenio Chiaravalle (stagione 1), interpretato da Sergio Pierattini. È il direttore dell'Ospedale Estense.
- Anna Galgano (stagioni 1-2), interpretata da Eleonora Giovanardi. È la dottoressa del reparto di ginecologia e vecchia amica di Lea alla quale ha rubato il marito.
- Koljia Antonov (stagione 1), interpretato da Sebastiano Amodeo. È un bambino adottato dalla Russia e malato di tumore alle ossa.
- Martina Minerva (stagioni 1-2), interpretata da Cloe Günsür. È la figlia di Arturo.
- Viola Parisi (stagione 1), interpretata da Rosa Barbolini. È un'altra paziente del reparto pediatrico.
- Luca Idiong (stagione 1, guest 2), interpretato da Karim Ndiaye. È il fratello di Michela.
- Valeria Maestro (stagione 2), interpretata da Claudia Vismara. È l'ispettore di polizia che indaga sull'incidente che vede coinvolta la figlia di Arturo.
- Sofia Mereu (stagione 2), interpretata da Angela Curri. È la babysitter di Camilla Alfano.
- Camilla Alfano (stagione 2), interpretata da Elena Sophia Senise. È la bambina rimasta coinvolta nell'incidente con la moto di Lupo e Martina.
- Lupo Gentili (stagione 2), interpretato da Christian Monaldi. È il ragazzo alla guida del motorino che si scontra con l'auto di Sofia Mereu.
- Emma (stagione 2), interpretata da Sara Zanier. È la produttrice di Arturo.
- Bruno Linda (stagione 2), interpretato da Alan Cappelli Goetz. È il nuovo infermiere del reparto.
- Serena Alfano (stagione 2), interpretata da Lorena Cacciatore. È la madre di Camilla.
- Padre di Camilla (stagione 2), interpretato da Bernardo Casertano.

## Produzione
La serie è diretta da Isabella Leoni nella prima stagione e da Fabrizio Costa nella seconda stagione, elaborata da Peter Exacoustos, Anna Mittone e Mauro Casiraghi e prodotta da Rai Fiction in collaborazione con Banijay Studios Italy.

### Rinnovo
In seguito al successo della prima stagione, ad inizio 2023 la serie è stata rinnovata per una seconda stagione prevista dal 12 novembre al 3 dicembre 2023 con il titolo di Lea - I nostri figli.

### Riprese
Le riprese della prima stagione sono state effettuate a Ferrara, rispettando le misure di contenimento per la pandemia di COVID-19, durante l'estate 2021. Le riprese della seconda stagione sono state effettuate tra Ferrara e Roma da aprile a luglio 2023.

## Distribuzione
La serie va in onda in prima serata su Rai 1 dall'8 febbraio 2022: la prima stagione è stata trasmessa dall'8 febbraio al 1º marzo 2022 con il titolo di Lea - Un nuovo giorno, mentre la seconda stagione è stata trasmessa dal 12 novembre al 3 dicembre 2023 con il titolo di Lea - I nostri figli.

## Colonna sonora
Il brano Nuovo giorno, nuova luce, adattamento di Feeling Good, è cantato da Dolcenera, la quale compare nel sesto episodio della prima stagione cantando Amaremare. Le musiche della serie sono di Santi Pulvirenti e Tommy Caputo.

## Promozione
La prima stagione della serie è stata presentata durante la terza serata del Festival di Sanremo 2022 il 3 febbraio 2022, mentre la conferenza stampa si è svolta il 7 febbraio alle ore 12:00.